# Batulovce
Batulovce (en serbe cyrillique : Батуловце) est un village de Serbie situé dans la municipalité de Vlasotince, district de Jablanica. Au recensement de 2011, il comptait 775 habitants.
Batulovce est situé sur les bords de la Vlasina, un affluent droit de la Južna Morava.

## Démographie

### Évolution historique de la population
| 1948 | 1953 | 1961 | 1971 | 1981 | 1991 | 2002 | 2011 |
| ---- | ---- | ---- | ---- | ---- | ---- | ---- | ---- |
| 645  | 681  | 767  | 814  | 905  | 831  | 806  | 775  |

|  |